# Bernard Collomb
Niçois Bernard Collomb-Clerc (Annecy, 7 oktober 1930 - La-Colle-sur-Loup, 19 september 2011) was een Frans Formule 1-coureur. Tussen 1961 en 1964 reed hij zes Grands Prix voor de teams Cooper en Lotus.
In juli 1961 maakte Collomb zijn Formule 1-debuut bij de Grand Prix van Frankrijk. Voor zijn carrière in de Formule 1 had Collomb twee jaar in de Formule 2 ervaring opgedaan.
Collomb wist in één Formule 1-race de finish te halen, dit was in zijn vijfde race bij de Grand Prix van Duitsland in 1963. Hij wist in zijn races nooit een punt te bemachtigen. Na zijn Formule 1-carrière keerde Collomb nog voor één jaar terug in de Formule 2, maar hij stopte na een jaar na een raceongeluk in Barcelona.
In 1968 deed Collomb mee in een Alpine aan de 24 uur van Le Mans, maar hij reed deze race niet uit.